# ربو محرض بالأسبرين
ثالوث (ثلاثي) سامتر (بالإنجليزية: Samter's triad)‏ ، هو حالة طبية تتألف من ثلاثة أمور هي: ربو، وحساسية للأسبرين ولمضادات الالتهاب اللاستيرويدية (مضاد التهاب لا ستيرويدي)، وداء السلائل (بالإنجليزية: polyposis)‏ الأنفية/الغربالية.

## العلامات والاعراض
الأكثر شيوعا هو أول الأعراض والتهاب الأنف (التهاب أو تهيج الاغشية المخاطية بالانف)، التي يمكن أن تظهر عند العطس أو رشح الأنف أو الاحتقان 
هذا الاضطراب عادة ما يتطور إلى الربو ثم داء السلائل الأنفي مع الحساسية للأسبرين تظهر بالاخر. ردود الفعل على الأسبرين تختلف في شدتها تتراوح بين احتقان الانف الخفيف وادماع العين لاعراض الطرق التنفسبة السفلية المتضمنة الازيز والسعال والشري في بعض الحالات. 
وبالإضافة إلى ذلك أن الأسبرين أيضا رد فعل المريض عادة أخرى مثل الايبوبروفين ومضادات الالتهاب الاستيروئيدية الأخرى و، أي دواء أن يثبط انزيم سيكلواوكسيجيناز 1 (كوكس-1)، رغم أن الباراسيتامول (أسيتامينوفين) في الجرعات المنخفضة. اعتبر آمنا بشكل عام.
فقدان حاسة الشم أيضا شائع كعرض كالتهاب بالانف والجيوب يمكن ان يصل لمستقبلات الشم
بالإضافة اللى الاسبرين ومضادات الالتهاب اللاستيوئيدية، استهلاك كميات صغيرة من الكحول أيضا يؤدي إلى ارتكاسات غير مريحة بجهازالتنفس عند بعض المرضى.

## الأسباب
الاضطراب يحدث بيبب شذوذ بمسار حمض الاراشيدونيك الذي يؤدي إلى زيادة إنتاج سيستينيل ليكوترين، سلسلة من المركبات المتضمنة في استجابة الجسم للالتهاب.
عندما الادوية مثل مضادات الالتهاب اللاستيروئيدية أو الاسبرين تحصر انزيم كوكس 1 , ينقص إنتاج الترومبوكسان وبعض البروستاغلاندينات وعند مرضى الربو المحرض بالسبرين هذا ينتج من زيادة إنتاج الليكوترين وتؤدي إلى زيادة خطر الربو وتاثيرات تحسسية.
والسبب المستبطن لهذا الاضطراب غير مفهوم بشكل كامل، لكن هناك بعض الموجودات الهامة: 
انخفاض شاذ في مستويات البروستاغلاندين E2 الذي يجمي الرئتين وجد عند مرضى الربو المحرض بالاسبرين ويمكن ان يزيد الحالة سوءا.
زيادة التعبير عن مستقبلات سيستنيل ليكوترين وانزيم ليكوترين سي4 سنثياز قد ظهر بالانسجة الرئوية عند مرضى الربو المحرض بالاسبرين الذي يرتبط بشكل محتمل إلى زيادة الاستجابة إلى الليكوترين وزيادة إنتاج الليكوترين قد لوحظت في هذا المرض.
ارتباط الصفيحات بالليكوترينات بالدم عند مرضى الربو المحرض بالاسبرين أيضا قد لوحظ وادى لزيادة المفرطة بنتاج الليكوترين.
يمكن ان يوجد علاقة بين الربو المحرض بالاسبرين و TBX21, PTGER2, و LTC4S

## العلاج

### الأدوية
العلاج المفضل لبعض المرضى هو ازالة التحسس للاسبرين ثم ياخذون جرعة صيانة من الاسبرين يوميا وبينما يؤخذون الاسبرين يوميا غالبا تقل الحاجة للادوية الداعمة وتقل اعراض التهاب الجيوب والحساسبة عن السابق وبعضهم تتحسن لديهم حاسة الشم.
نزع الحساسية للاسبرين يقلل احتمال انتكاس سلائل الانف ويمكنه أيضا ان يبطئ عودة نمو سلائل الانف.
حتا المرضى غير المتحسسين على الاسبرين يمكن ان يستمرو بالعلاج بالادوية الأخرى كالستيروئيدات الانفية. الستيروئيدات الاستنشاقية، وحاصرات الليكوترين.
حاصرات الليكوترين والمثبطات (مونتيلوكاست، زافيرولوكاست، وزيليتون) غالبا تساعد بعلاج الاعراض للربو المحرض بالاسبرين.
بعض المرض يحتاجون الستروئيدات الفموية لكي تخفف الربو والاحتقان ومعظم المرضى لديهم التهاب جيوب معاود أو مزمن بسبب التهاب الانف.

### الجراحة
غالبا الجراحة تطلب عند الحاجة لازالة السلائل الانفية 

### الحمية
الحمية القليلة بزيوت اوميغا-6 (طليعة حمض الاراشيدونيك) والعالية بالاوميغا -3 يمكن ان تساعد.
بعض الناس قد خفت الاعراض لديهم باتباع حمية منخفضة الساليسيلات مثل حمية فاين غولد.

## التاريخ
تقارير بدئية عن الرابط بين الربو والاسبرين والسلائل الانفية